# Reprezentacja Macedonii Północnej w koszykówce mężczyzn
Reprezentacja Macedonii Północnej w koszykówce mężczyzn – drużyna, która reprezentuje Macedonię Północną w koszykówce mężczyzn. Za jej funkcjonowanie odpowiedzialny jest Północnomacedoński Związek Koszykówki. Na arenach międzynarodowych występuje od 1993 roku. Trzykrotnie brała udział w Mistrzostwach Europy. Jej najlepszym osiągnięciem jest zajęcie w tych zawodach 4. miejsca w 2011 roku.

## Udział w imprezach międzynarodowych
- Mistrzostwa Europy
  - 1999 – 13. miejsce
  - 2009 – 9. miejsce
  - 2011 – 4. miejsce
  - 2013 – 21. miejsce